# 331.º Batallón Antiaéreo de Fortaleza de Reserva
El 331° Batallón Antiaéreo de Fortaleza de Reserva (331. Reserve-Festungs-Flak-Abteilung (v)) fue una unidad de la Luftwaffe durante la Segunda Guerra Mundial.

## Historia
Fue formado el 26 de agosto de 1939 en Kusel, con componentes del 33° Batallón Antiaéreo de Fortaleza, con 1. - 4. Baterías.
Fue disuelto en julio de 1941:
- Grupo de Plana Mayor/331° Batallón Antiaéreo de Fortaleza de Reserva pasó a Grupo de Plana Mayor/495° Batallón Antiaéreo de Reserva
- 1° Bat./331° Batallón Antiaéreo de Fortaleza de Reserva pasó a 2° Bat./297° Batallón Antiaéreo de Reserva
- 2° Bat./331° Batallón Antiaéreo de Fortaleza de Reserva pasó a 3° Bat./297° Batallón Antiaéreo de Reserva
- 3° Bat./331° Batallón Antiaéreo de Fortaleza de Reserva pasó a 4° Bat./497° Batallón Antiaéreo de Reserva
- 4° Bat./331° Batallón Antiaéreo de Fortaleza de Reserva pasó a 1° Bat./988° Batallón Antiaéreo Ligero

## Servicios
- 1939 – 1941: en el área de Kusel.